# Malkhaz Makharadze
Malkhaz Makharadze (en georgiano: მალხაზ მახარაძე; Batumi, RSS de Georgia; 2 de marzo de 1963 – 20 de noviembre de 2024) fue un futbolista y dirigente deportivo georgiano que jugó en las posiciones de defensa y centrocampista.

## Carrera

### Jugador
| Periodo   | Club                | Apariciones | Goles |
| --------- | ------------------- | ----------- | ----- |
| 1982–1986 | FC Dinamo Tbilisi   | 106         | 7     |
| 1987      | FC Guria Lanchkhuti | 18          | 0     |
| 1988—1989 | FC Dinamo Batumi    | 51          | 0     |
| 1990—1993 | Batumi              | 106         | 13    |
| 1994—1999 | FC Dinamo Batumi    | 222         | 3     |

### Directivo
En agosto de 2013 Makharadze fue nombrado director deportivo del FC Dinamo Batumi.

## Vida personal
Sus hijos Kakha y Boris también son futbolistas.

## Logros
- Copa de Georgia (1): 1997/98
- Supercopa de Georgia (1): 1998